# Ukrzeniec porzeczniak
Ukrzeniec porzeczniak (Elasmostethus minor) – gatunek pluskwiaka z podrzędu różnoskrzydłych i rodziny puklicowatych. Zamieszkuje Europę i Zakaukazie. Żeruje głównie na wiciokrzewach.

## Taksonomia
Gatunek ten opisany został po raz pierwszy w 1899 roku przez Gézę Horvátha.

## Morfologia

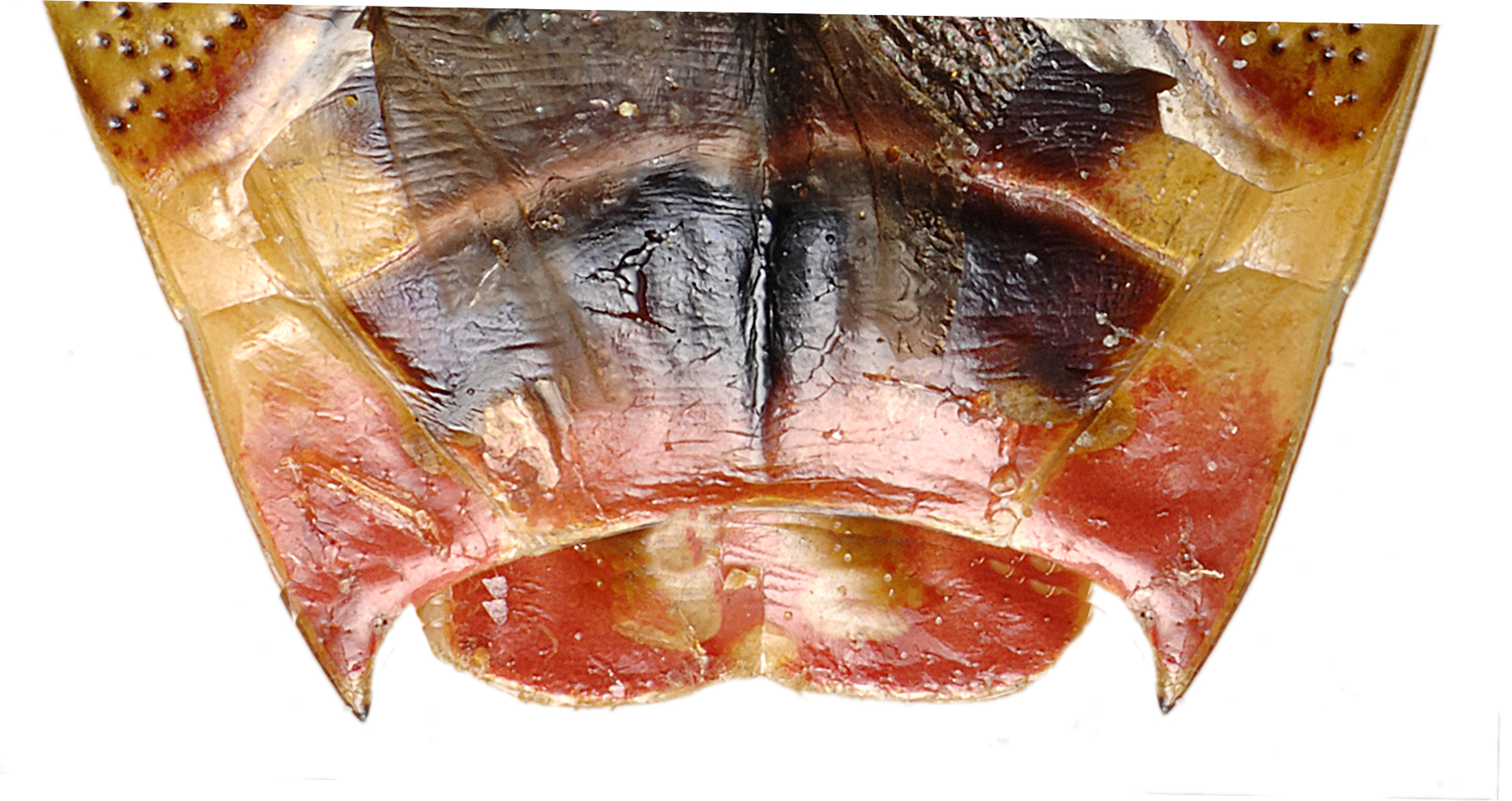
Genitalia samicy

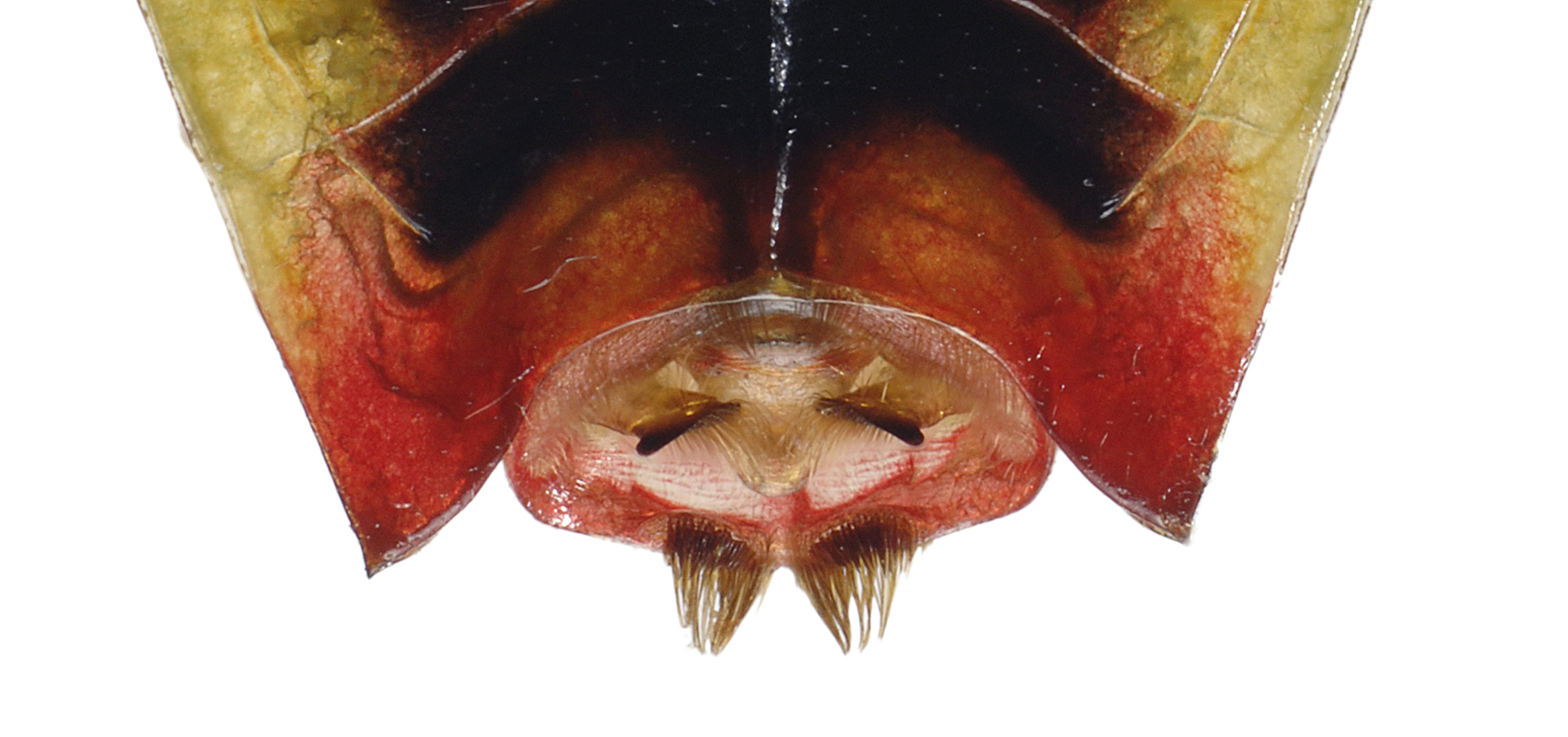
Genitalia samca

Pluskwiak o jajowatym i ku przodowi rozszerzonym w zarysie ciele długości od 8 do 10 mm. Podstawowe ubarwienie może być od zielonożółtego po żółtobrązowe. Na wierzchu ciała występuje jaskrawoczerwony do brązowoczerwonego wzór obejmujący tylny brzeg przedplecza, nasadową część tarczki oraz większą część półpokryw, w tym zakrywkę; wzór ten bywa jednak słabiej zaznaczony niż u ukrzeńca rynńca. Wierzch ciała gęsto pokrywają ciemno podbarwione punkty o większym zagęszczeniu i bardziej równomiernym rozmieszczeniu niż u ukrzeńca rynńca. Listewka brzeżna odwłoka jest jednobarwna. Głowa jest w zarysie trójkątna. Czułki swym pierwszym członem sięgają poza przednią krawędź głowy. Przedplecze ma silnie opadającą część przednią i kąty tylno-boczne słabiej odstające niż u rodzaju Acanthosoma. Tarczka ma zarys wyraźnie dłuższego niż szerokiego trójkąta z krótkim, niepunktowanym wierzchołkiem. Przykrywka ma zaostrzony kąt zewnętrzno-wierzchołkowy. Środkiem śródpiersia biegnie blaszkowate żeberko, ku przodowi nie osiągające krawędzi przedpiersia. Ujścia gruczołów zapachowych na zapiersiu są wydłużone i zwężone ku wierzchołkom. Na trzecim segmencie odwłoka znajduje się krótki wyrostek nieosiągający do bioder środkowej pary odnóży. Samiec ma krawędź segmentu genitalnego z dwoma pęczkami długich, ciemnych włosków, pozbawioną zaś ciemnych ząbków.

## Ekologia i występowanie
Owad ten zasiedla głównie widne lasy liściaste. Zarówno larwy jak i postacie dorosłe są fitofagami ssącymi soki z liści drzew i krzewów liściastych, a być może także ich owoców. Wśród ich roślin pokarmowych wymienia się wiciokrzew pospolity i wiciokrzew czarny, ale spotykane są też na klonie polnym i olszach. Postacie dorosłe aktywne są od kwietnia do listopada i stanowią stadium zimujące. Stadia larwalne obserwuje się w czerwcu i lipcu.
Gatunek zachodniopalearktyczny, w Europie znany z Hiszpanii, Francji, Belgii, Holandii, Luksemburga, Niemiec, Szwajcarii, Liechtensteinu, Austrii, Danii, Szwecji, Finlandii, Estonii, Łotwy, Litwy, Polski, Czech, Słowacji, Węgier, Białorusi, Rumunii, Bułgarii, Słowenii, Chorwacji, Bośni i Hercegowiny, Czarnogóry, Serbii, Albanii oraz europejskiej części Rosji. Poza tym występuje w Gruzji.
W Polsce jest obok E. brevis najrzadszym przedstawicielem puklicowatych. Znany jest z nielicznych stanowisk rozproszonych w różnych częściach kraju. Na „Czerwonej liście gatunków zagrożonych Republiki Czeskiej” umieszczony jest jako gatunek narażony na wymarcie (VU).